# Antrostomus ridgwayi
Antrostomus ridgwayi là một loài chim trong họ Caprimulgidae.